# Movimento dei Cittadini per il Cambiamento
Il Movimento dei Cittadini per il Cambiamento (in francese Mouvement des citoyens pour le changement, MCC) è un partito politico belga francofono, componente del Movimento Riformatore, una federazione di centrodestra formata attorno ai liberali.
Il MCC è stato fondato nel 1998 da Gérard Deprez, ex presidente del Partito Sociale Cristiano (PSC), poi divenuto Centro Democratico Umanista (CDH), che era in disaccordo con la maggioranza del suo precedente partito.
Il MCC è un membro fondatore del Partito Democratico Europeo e Gérard Deprez è il delegato generale.

## Storia
Dopo le elezioni europee del 2014, l'MCC ha un deputato europeo, Gérard Deprez, membro dell'ALDE.
Prima delle elezioni del maggio 2014, alcuni dirigenti di Liegi hanno deciso di tornare al cdH. Si sentivano esclusi dalla composizione delle liste dalla componente strettamente liberale del MR.
Dall'11 ottobre 2014, l'MCC ha un ministro federale nel governo Michel: Marie-Christine Marghem, ministro federale dell'energia, dell'ambiente e dello sviluppo sostenibile. Ha anche un deputato federale Jean-Jacques Flahaux.

## Personalità
- Marie-Christine Marghem – ex ministro federale dell'ambiente
- Gérard Deprez – europarlamentare del Belgio
- Jean-Jacques Flahaux – deputato federale
- Richard Fournaux – sindaco di Dinant[3]
- Nathalie de T' Serclaes